# Lithobius cyrtopus
Lithobius cyrtopus är en mångfotingart som beskrevs av Robert Latzel 1880. Lithobius cyrtopus ingår i släktet Lithobius och familjen stenkrypare.
Artens utbredningsområde är:
- Tjeckien.
- Tyskland.
- Schweiz.

Inga underarter finns listade i Catalogue of Life.